# Yangsan-dong
Yangsan-dong (koreanska: 양산동) är en stadsdel i stadsdistriktet Buk-gu i staden Gwangju i den sydvästra delen av Sydkorea,  260 km söder om huvudstaden Seoul.